# 小行星971
小行星971（971 Alsatia）是一颗绕太阳运转的小行星，为主小行星带小行星。该小行星于1921年11月23日发现。
該小行星以法國的舊大區亞爾薩斯命名。

## 轨道参数
小行星971的轨道半长轴为2.6402978 UA，离心率为0.162。
| 前一小行星： (970)Primula | 小行星列表 | 後一小行星： 小行星972 |